# Harold Jamison
Harold Sherill Jamison (ur. 20 listopada 1976 w Orangeburg) – amerykański koszykarz, występujący na pozycjach skrzydłowego oraz środkowego.
W sezonie 2000/01 wyrównał rekord PLK w zbiórkach, uzyskanych w trakcie pojedynczego spotkania, należący do Joe McNaulla. Podczas wygranego 92:76 spotkania z Anwilem Włocławek, zanotował ich 13..

## Osiągnięcia
NCAA
- Uczestnik:
  - rozgrywek Sweet Sixteen turnieju NCAA (1997)
  - turnieju NCAA (1996–1998)
- Lider konferencji Atlantic Coast w[2]:
  - zbiórkach (9,9 – 1999)
  - skuteczności rzutów za 2 punkty (67,4% – 1999)

Drużynowe
- Mistrz:
  - Polski (2001)[3]
  - II ligi włoskiej (awans do najwyższej klasy rozgrywkowej Serie A – 2006, 2008)
- Zdobywca Pucharu II ligi włoskiej (2006)
- Finalista Pucharu Włoch II ligi (2005)

Indywidualne
- MVP Pucharu Włoch II ligi (2008)
- Zaliczony do składu najlepszych obcokrajowców PLK (2001)